# Waldomiro Diniz
Waldomiro Diniz (Rio de Janeiro, 3 de março de 1962) é um empresário brasileiro. Diniz é um ex-assessor da Casa Civil da Presidência da República.
Diniz ganhou notoriedade no País e até internacional em 2004, após a revista Época ter divulgado fita gravada pelo empresário Carlos Augusto Ramos, o Carlinhos Cachoeira. O escândalo detonou a primeira crise no Governo Lula.

## Biografia

### Na vida pública
Ex-funcionario da Caixa  que foi demitido numa das reformas do governo Collor, Diniz se destacou ao auxiliar a oposição nas investigações que elucidavam as relações de PC Farias e Fernando Collor. Foi indicado em março de 1999 pelo Governador Antony Garotinho para a representação do Rio de Janeiro em Brasília. Foi Presidente da Loterj de fevereiro de 2001 a janeiro de 2003, sendo responsável pela administração, gerenciamento e fiscalização do jogo no estado.

#### No governo federal
Sendo próximo de José Dirceu desde a época das investigações que levaram ao impeachment de Collor, Diniz foi nomeado Subchefe de Assuntos Parlamentares da Presidência da República a partir de 1º de janeiro de 2003, tornando-se um homem de confiança do então ministro da Casa Civil José Dirceu durante o primeiro mandato de Lula.

##### OCaso Waldomiro Dinize a condenação
Em 13 de fevereiro de 2004, a revista Época (datado no dia 16 de fevereiro), publicou uma reportagem-denúncia revelando que o empresário Carlos Augusto Ramos, o Carlinhos Cachoeira, era extorquido por Diniz. A revelação coincidiu com o 24° aniversário do PT bem como a 300ª edição da revista.
A reação do governo foi rápida: Diniz foi exonerado no mesmo dia e alegou que os fatos decorreram apenas em 2002, já que atuava como presidente da Loterj. No entanto, no dia 20 de fevereiro, a mesma revista Época (datado no dia 23 de fevereiro) publicou outra reportagem-denúncia revelando que Diniz manteve encontros com Cachoeira no ano seguinte (2003), já integrante do governo Lula. A nova revelação levou à medida provisória (MP) que proibiu os bingos no País no mesmo dia.
O escândalo tornou-se a primeira crise política do governo Lula, durante 2004. Esse fato incluiu-se ao escândalo do Mensalão.
As revelações enfraqueceram no governo a posição de José Dirceu, o qual afastou-se de Diniz após o escândalo.
Em 1º de março de 2012, Diniz foi condenado pela Justiça estadual do Rio de Janeiro a 12 anos de reclusão além de multa por corrupção passiva e ativa.